# Ambrosius von Viermund
Ambrosius I. von Viermund zu Neersen (* 23. Juni 1470 in Nordenbeck; † 1539) war ein hessischer Ritter aus Nordenbeck und der Begründer des niederrheinischen Adelsgeschlechtes Virmond-Neersen (1502–1744). Er war Berater und Diplomat der Kurfürsten von Köln.

## Hessische Herkunft
Ambrosius stammte aus der hessischen Adelsfamilie Viermund zu Nordenbeck, die sich nach dem Ort Viermünden benannte und ihren Wohnsitz in der Wasserburg Nordenbeck hatte. Seine Eltern waren Konrad (IV.) von Viermund und Margareta von Hatzfeld. Sein älterer Bruder Philipp I. von Viermünden zu Nordenbeck besaß in der Nähe Nordenbecks eine Reihe kurkölnischer, arnsbergischer, corvenischer und itterscher Lehen, weitere Güter in der Grafschaft Wittgenstein und hatte gerade 1496 durch Heirat das Rittergut Bladenhorst in der Grafschaft Mark erworben.

## Herr von Neersen
Unter der Regierung des Kurfürsten Hermann IV. von Köln (1480–1508), der ein hessischer Prinz war, waren die kurkölnischen und hessischen Lande in engere Beziehungen getreten. Hermann zog mehrfach Geistliche und Adlige aus seiner Heimat in kölnische Dienste, so auch Ambrosius von Viermund zu Nordenbeck, der als Lehnsmann des Kurfürsten an den Niederrhein kam.
Dort heiratete Ambrosius am 31. Dezember 1499 Agnes von Palant, Tochter des Thonis von Palant und der Agnes von der Neersen, Erbin der Burg und der Erbvogtei Neersen, die an der Niers auf der Grenze des Erzstifts Köln und des Herzogtums Jülich gelegen sind. Nach dem Tod des Schwiegervaters wurde er am 1. August 1502 von Erzbischof Hermann IV. mit diesen Gütern sowie den dazugehörigen Vogteien von Anrath und Uerdingen, sowie am 1. September 1502 vom Herzog Wilhelm IV. von Jülich-Berg mit den Vogteien Neersen und Uerdingen belehnt. Die Doppelbelehnung verdeutlicht, wie umstritten diese Besitzungen zwischen Kurköln und Jülich waren.
Er trat damit ganz in kurkölnische Dienste und begründete die erst 1744 erloschene rheinische Linie Virmond-Neersen. Er veräußerte den ihm in Waldeck und Hessen zugefallenen väterlichen Besitz:
- 1518 die Stadt Fürstenberg an den waldeckschen Landsassen Friedrich von Twiste, den späteren Hofmeister des münsteraner Bischofs Franz von Waldeck.
- Den 1510 von seinem Bruder Johann geerbten hälftigen Teil des Ortes Viermünden an seinen Bruder Philipp, dem  nach ihm als Stammesältesten die lehenmäßige Vergabe des Ortes vorbehalten bleiben sollte. Nach dem Tod seines Bruders Philipp belehnte er als Ältester die viermündischen Lehensleute in Waldeck, Hessen und Westfalen.
- Mit einer ihm damals zugefallen Fruchtrente begründete er für sich und sein Geschlecht eine Dienstagsmesse im Kloster Grafschaft.

## Diplomat für Kurköln
Ambrosius war kurfürstlicher Rat und der kölnische Diplomat unter den Kurfürsten Hermann IV., Philipp II. und Hermann V. und begleitete diese zu den Reichstagen.
Er selbst blieb der katholischen Kirche treu und versorgte drei seiner Töchter im Kloster Engelthal in Bonn. Trotzdem wurde er für besonders geeignet gehalten, unter Hermann V. Grenz- und andere Streitigkeiten und Fragen der hessischen und der beabsichtigten kölnischen Kirchenreformation mit Hessen zu verhandeln, da der Marschall Hermann von der Malsburg, der die Kriege des Landgrafen Philipp I. von Hessen führte, seit 1524 mit Ambrosius’ Nichte Katharina verheiratet war.
1514 verhandelte er in Wolfhagen und 1516 in Siegen mit den hessischen Räten über die kölnische Kriegsschulden gegenüber Hessen für die dem Erzstift im Neusser Krieg 1474/75 geleistete Kriegshilfe.
Bei der Wahl des (römisch-deutschen) Kaisers Karl V. gewann und stärkte Ambrosius den schwankenden Kölner Kurfürsten Hermann V. gegenüber den Werbungen der Partei des Königs Franz I. von Frankreich, wofür ihn Karl V. 1518 mit einer Leibrente von 200 Talern belohnte. Auch die späteren Kaiser Ferdinand II. und Joseph I., die seine Nachkommen Johann von Viermund in den Freiherrn- und Damian Hugo von Virmont in den Reichsgrafenstand erhoben, gedachten in den deshalbigen Patenten seiner damals dem Kaiserhause geleisteten Dienste mit besonderer Anerkennung.
1520 legte er in Ostönnen die erzstiftlichen Streitigkeiten mit der Stadt Soest bei.
1528 verhandelte Ambrosius mit Hermann von der Malsburg in Kassel über die Beschwerde des Revilienstifts zu Köln und der Bürger der in hessischer Pfandschaft stehenden kölnischen Stadt Rhens wegen der vom Landgrafen Philipp vorgenommenen Kirchenreformation, durch welche sich Kurköln als Patron der Kirche und die Bürger im Gebrauch der dortigen Kirchengüter beeinträchtigt sahen.
1528 bis 1532 war er auch kurkölnischer Amtmann des Amtes Linn.
Am 3. September 1536 verhandelte er in Kassel gemeinschaftlich mit seinem Neffen, dem Amtmann zu Medebach, Hermann von Viermünden zu Nordenbeck, und dem kölnischen Kanonikus Johannes Gropper mit den hessischen Räten Hermann von der Malsburg, Johann Feige und Dr. Walter über die Beilegung von alten Grenzstreitigkeiten in den Marken wüst gewordener Ortschaften zwischen Battenberg und Hallenberg. Der Rezess wurde vom 7. bis 11. Mai 1537 durch einen großen Grenzbegang von den hessischen und kölnischen Räten und Amtleuten ausgeführt.

## Tod und Nachkommen
Ambrosius starb 1539. Nachfolger wurde sein Sohn Johann I. von Viermund.
Außerdem hatte er vier Töchter, von denen zwei in die niederrheinische Adelsfamilie Bylandt einheirateten:
- Barbara von Viermund († 1565)[1] ⚭ am 3. Juni 1524 Roeleman von Bylandt-Halt-Spaldrop (* um 1508; † um 1558), Herr von Halt und Spaldrop
- Klara von Viermund, Nonne im Kloster Engelthal
- Margaretha von Viermund, Nonne im Kloster Engelthal
- Anna von Viermund (* 1524)[4] ⚭ Adrian von Bylandt-Rheydt (* 1503; † 1549), Herr von Rheydt, Drost zu Heinsberg (ein Vetter Roelemans)

Seine Gattin Agnes von Palant starb 1524 bei der Geburt ihrer jüngsten Tochter Anna.